# Italia (tabacco)

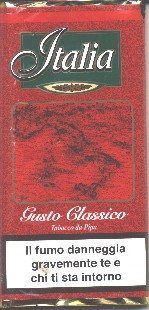
Busta

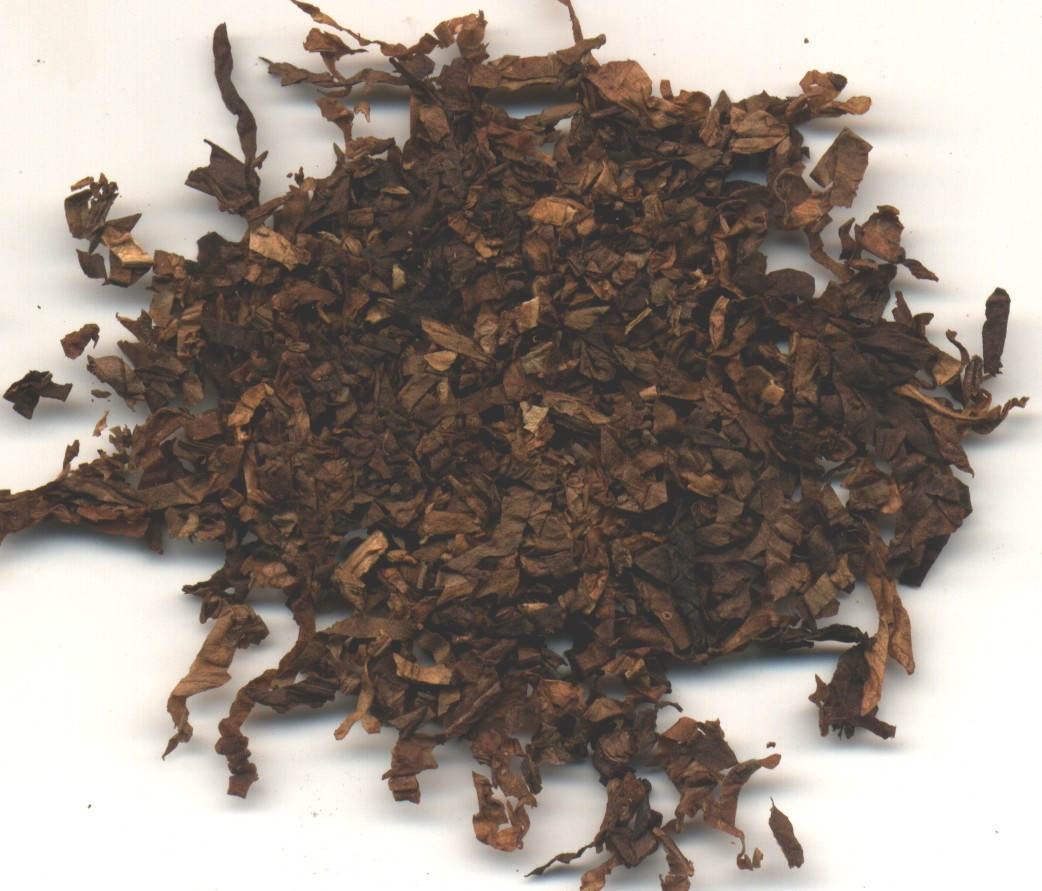
Tabacco sciolto

L'Italia è un tabacco da pipa italiano, storico prodotto dei Monopoli di Stato. Il marchio è in seguito passato a Ente Tabacchi Italiani, acquistato dalla British American Tobacco nel 2003. Dal 2012 la produzione dei trinciati da pipa italiani è stata acquisita dalla Manifatture Sigaro Toscano del Gruppo Maccaferri. È una miscela di tabacchi Virginia, Oriental e Kentucky coltivati in Italia.